# Fedcupový tým Švýcarska
Fedcupový tým Švýcarska reprezentuje Švýcarsko v Billie Jean King Cupu od premiérového ročníku 1963 pod vedením národního tenisového svazu Swiss Tennis.
Nejlepším výsledkem Švýcarska je triumf z ročníku 2022, když v glasgowském finále přehrálo Austrálii a stalo se dvanáctou vítěznou zemí soutěže. Z finále odešlo poraženo v roce 1998 se Španělskem a v ročníku 2021 s ruským týmem hrajícím pod hlavičkou Ruské tenisové federace.
Týmovým statistikám vévodí Patty Schnyderová, která vyhrála celkově 50 zápasů a nastoupila do 38 mezistátních utkání.

## Historie
Švýcarsko se stalo jedním z šestnácti družstev, které zasáhly do premiérového ročníku 1963 na pažitu londýnského Queen's Clubu. Na úvod však podlehlo Nizozemsku 0:3 na zápasy. I v dalších pěti ročnících, do nichž Švýcarky nastoupily, skončily v prvním kole.

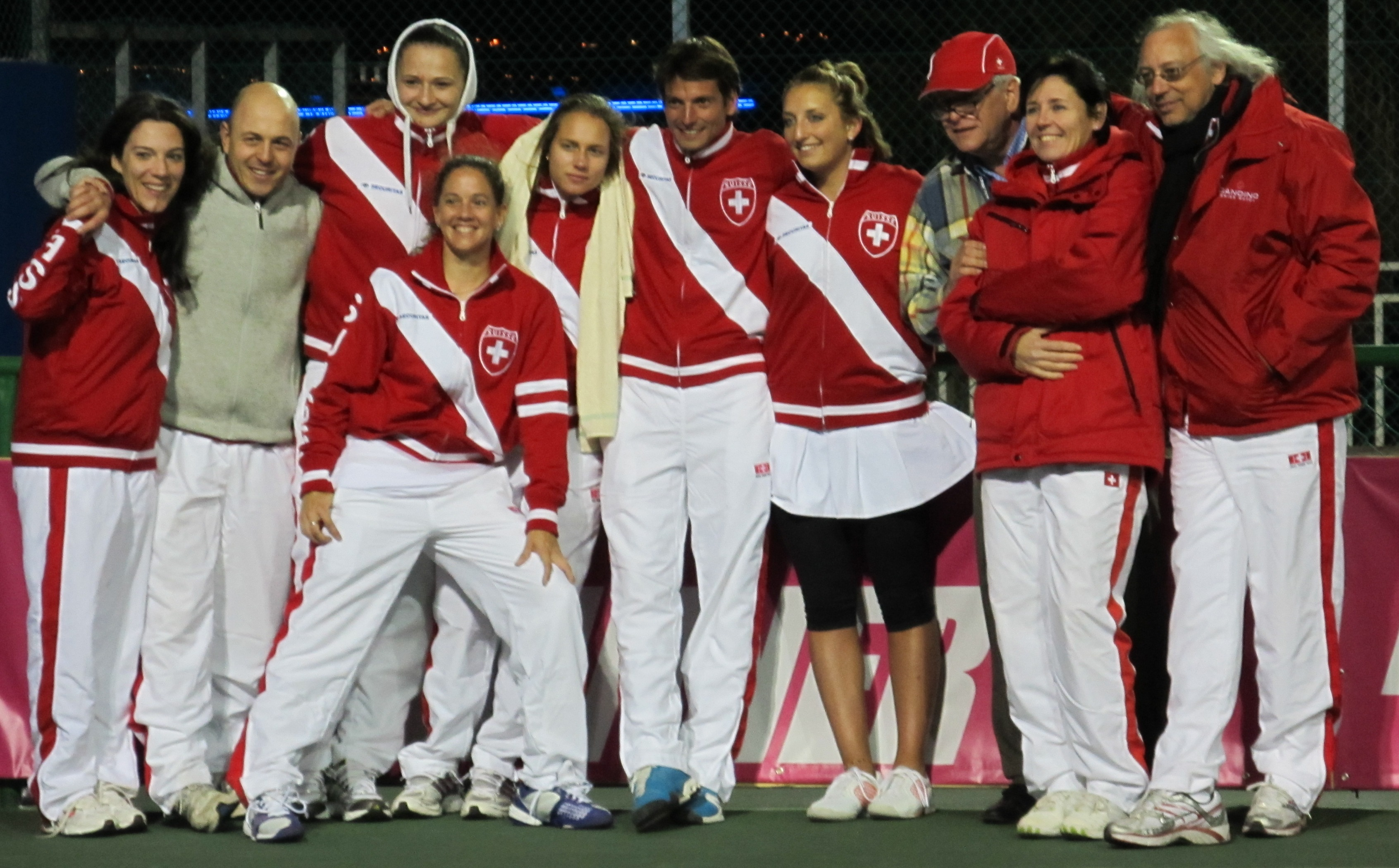
Švýcarky po výhře v baráži 1. skupiny euroafrické zóny 2011 nad Nizozemskem. Strůjkyněmi výhry se staly Schnyderová (vpředu, čtvrtá zleva) s Bacsinszkou (čtvrtá zprava)

Až v Poháru federace 1970 ve Freiburgu poprvé přešly úvodní kolo po výhře nad Belgií. Poté je však vyřadil západoněmecký celek. Do čtvrtfinále se premiérově probojovaly v roce 1976 a do semifinále roku 1981. V obou ročnících však podlehly Spojeným státům americkým.
V roce 1998 si Švýcarsko poprvé zahrálo finále. V ženevské hale Palexpo přivítalo Španělsko, za které nastoupily Conchita Martínezová s Arantxou Sánchezovou Vicariovou. Také v domácím týmu všechny duely odehrály jen dvě hráčky, Martina Hingisová s Patty Schnyderovou. Rozhodla až závěrečná čtyřhra, v níž Španělky ztratily pouze dva gamy. Podruhé se do boje o titul Švýcarky probojovaly v roce 2021. V pražském závěrečném utkání nestačily na ruský výběr hrající pod hlavičkou Ruské tenisové federace, když dvouhry prohrály Jil Teichmannová i Belinda Bencicová.
Podruhé v řadě postoupily reprezentantky země helvétského kříže do přímého souboje o titul v glasgowském finále 2022. Po výhře nad Austrálií se Švýcarsko stalo dvanáctou zemí soutěže, která vybojovala trofej. Ve čtyřech mezistátních zápasech finálového turnaje vyhrálo devět z deseti utkání. Hlavní oporou se stala neporažená Bencicová, jež zvítězila ve čtyřech dvouhrách a jedné čtyřhře. Ve finále singl rovněž vyhrála Teichmannová.

## Statistiky

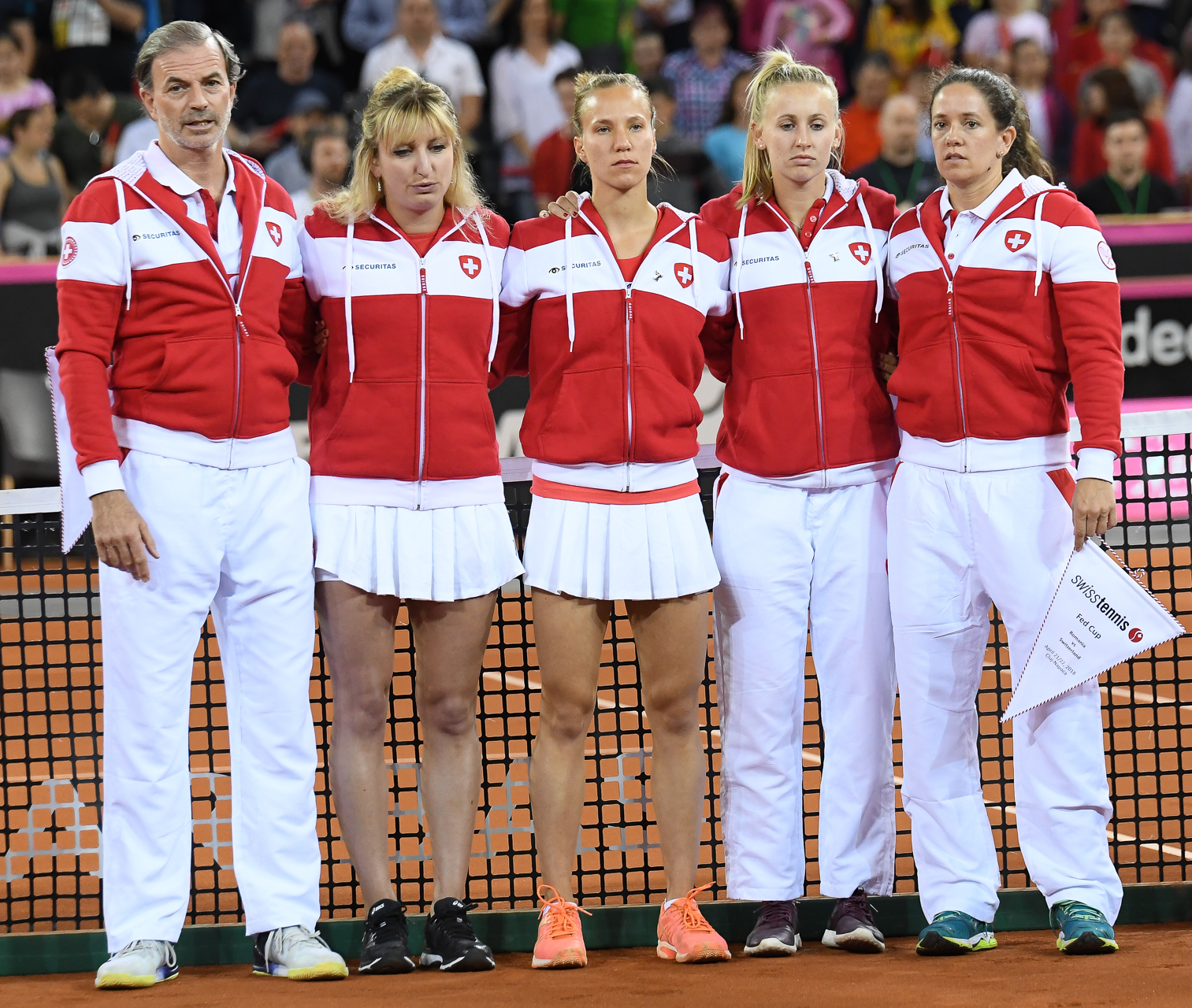
Švýcarsko ve světové baráži 2018 proti Rumunsku: kapitán Günthardt, Bacsinszká, Golubicová, Teichmannová a Schnyderová

Hráčským týmovým statistikám vévodí bývalá světová sedmička Patty Schnyderová, která vyhrála celkově 50 utkání, včetně nejvyššího počtu 33 dvouher, 17 čtyřher a odehraných 38 mezistátních zápasů. Do prvního střetnutí nastoupila v ročníku 1996 proti Jugoslávii. Reprezentační kariéru uzavřela světovou baráží 2018 s Rumunskem. Nejvíce let odehrála Timea Bacsinszká, když mezi sezónami 2004–2019 zasáhla do čtrnácti ročníků soutěže.
Minimálně dvacet vyhraných zápasů, vedle padesáti Schnyderové, zaznamenaly Martina Hingisová, Timea Bacsinszká, Belinda Bencicová, Petra Jauchová-Delheesová, Emmanuelle Gagliardiová a Christiane Jolissaintová. Ve 14 letech a 199 dnech se Martina Hingisová stala nejmladší Švýcarkou, která zasáhla do soutěže, když v dubnu 1995 nastoupila do dvouhry i čtyřhry v základním bloku 1. skupiny euroafrické zóny proti Lotyšsku. Naopak jako nejstarší utkání odehrála Patty Schnyderová v 39 letech a 128 dnech, když zasáhla do dubnové světové baráže 2018 s Rumunskem.
Nejdelší švýcarské utkání trvalo 2 hodiny a 55 minut. V baráži o postup z 1. skupiny euroafrické zóny 2011 v něm Timea Bacsinszká porazila Nizozemku Michaëllu Krajicekovou po třísetovém průběhu 6–4, 5–7 a 7–5. Nejvyšší počet 130 gamů Švýcarky odehrály v úvodním kole Světové skupiny 2002 proti Slovensku, s výsledkem 2:3. Tři z pěti utkání v Bratislavě měly třísetový průběh. Obrat se stavu 0:2 na zápasy se Švýcarsku nikdy nepodařil.

## Výsledky

### 2010–2019
| Rok  | soutěž                                 | datum         | místo                        | povrch     | soupeř         | skóre | výsledek |
| ---- | -------------------------------------- | ------------- | ---------------------------- | ---------- | -------------- | ----- | -------- |
| 2011 | Zóna Evropy a Afriky, základní skupina | 2. února      | Ejlat, Izrael                | tvrdý      | Velká Británie | 2–1   | výhra    |
| 2011 | Zóna Evropy a Afriky, základní skupina | 3. února      | Ejlat, Izrael                | tvrdý      | Dánsko         | 2–1   | výhra    |
| 2011 | Zóna Evropy a Afriky, baráž            | 5. února      | Ejlat, Izrael                | tvrdý      | Nizozemsko     | 2–1   | výhra    |
| 2011 | 2. světová skupina, baráž              | 16.–17. dubna | Lugano, Švýcarsko            | antuka     | Švédsko        | 4–1   | výhra    |
| 2012 | 2. světová skupina, 1. kolo            | 4.–5. února   | Fribourg, Švýcarsko          | antuka (h) | Austrálie      | 1–4   | prohra   |
| 2012 | 2. světová skupina, baráž              | 21.–22. dubna | Yverdon-les-Bains, Švýcarsko | tvrdý (h)  | Bělorusko      | 4–1   | výhra    |
| 2013 | 2. světová skupina, 1. kolo            | 9.–10. února  | Bern, Švýcarsko              | antuka (h) | Belgie         | 4–1   | výhra    |
| 2013 | Světová skupina, baráž                 | 20.–21. dubna | Chiasso, Švýcarsko           | antuka     | Austrálie      | 1–3   | prohra   |
| 2014 | 2. světová skupina, 1. kolo            | 8.–9. února   | Paříž, Francie               | tvrdý (h)  | Francie        | 2–3   | prohra   |
| 2014 | 2. světová skupina, baráž              | 19.–20. dubna | Catanduva, Brazílie          | antuka     | Brazílie       | 4–1   | výhra    |
| 2015 | 2. světová skupina, 1. kolo            | 7.–8. února   | Helsingborg, Švédsko         | tvrdý (h)  | Švédsko        | 3–1   | výhra    |
| 2015 | Světová skupina, baráž                 | 18.–19. dubna | Zelená Hora, Polsko          | tvrdý (h)  | Polsko         | 3–2   | výhra    |
| 2016 | Světová skupina, 1. kolo               | 6.–7. února   | Lipsko, Německo              | tvrdý (h)  | Německo        | 3–2   | výhra    |
| 2016 | Světová skupina, semifinále            | 16.–17. dubna | Lucern, Švýcarsko            | tvrdý (h)  | Česko          | 2–3   | prohra   |
| 2017 | Světová skupina, 1. kolo               | 11.–12. února | Ženeva, Švýcarsko            | tvrdý (h)  | Francie        | 3–1   | výhra    |
| 2017 | Světová skupina, semifinále            | 22.–23. dubna | Minsk, Bělorusko             | tvrdý (h)  | Bělorusko      | 2–3   | prohra   |
| 2018 | Světová skupina, 1. kolo               | 10.–11. února | Praha, Česko                 | tvrdý (h)  | Česko          | 1–3   | prohra   |
| 2018 | Světová skupina, baráž                 | 21.–22. dubna | Kluž, Rumunsko               | antuka (h) | Rumunsko       | 1–3   | prohra   |
| 2019 | 2. světová skupina, 1. kolo            | 9.–10. února  | Biel/Bienne, Švýcarsko       | tvrdý (h)  | Itálie         | 3–1   | výhra    |
| 2019 | Světová skupina, baráž                 | 20.–21. dubna | San Antonio, Spojené státy   | tvrdý (h)  | Spojené státy  | 2–3   | prohra   |

### 2020–2029
| Rok  | soutěž                            | datum             | místo                       | povrch    | soupeř        | skóre | výsledek      |
| ---- | --------------------------------- | ----------------- | --------------------------- | --------- | ------------- | ----- | ------------- |
| 2021 | Kvalifikační kolo                 | 7.–8. února 2020  | Biel/Bienne, Švýcarsko      | tvrdý (h) | Kanada        | 3–1   | výhra         |
| 2021 | Finálový turnaj, základní skupina | 2. listopadu 2021 | Praha, Česko                | tvrdý (h) | Německo       | 3–0   | výhra         |
| 2021 | Finálový turnaj, základní skupina | 4. listopadu 2021 | Praha, Česko                | tvrdý (h) | Česko         | 2–1   | výhra         |
| 2021 | Finálový turnaj, semifinále       | 5. listopadu 2021 | Praha, Česko                | tvrdý (h) | Austrálie     | 2–0   | výhra         |
| 2021 | Finálový turnaj, finále           | 6. listopadu 2021 | Praha, Česko                | tvrdý (h) | RTF           | 0–2   | porážka       |
| 2022 | Finálový turnaj, základní skupina | 9. listopadu      | Glasgow, Spojené království | tvrdý (h) | Itálie        | 3–0   | výhra         |
| 2022 | Finálový turnaj, základní skupina | 11. listopadu     | Glasgow, Spojené království | tvrdý (h) | Kanada        | 2–1   | výhra         |
| 2022 | Finálový turnaj, semifinále       | 12. listopadu     | Glasgow, Spojené království | tvrdý (h) | Česko         | 2–0   | výhra         |
| 2022 | Finálový turnaj, finále           | 13. listopadu     | Glasgow, Spojené království | tvrdý (h) | Austrálie     | 2–0   | vítězství (1) |
| 2023 | Finálový turnaj, základní skupina | 7. listopadu      | Sevilla, Španělsko          | tvrdý (h) | Česko         | 0–3   | prohra        |
| 2023 | Finálový turnaj, základní skupina | 9. listopadu      | Sevilla, Španělsko          | tvrdý (h) | Spojené státy | 0–3   | prohra        |
| 2024 | Kvalifikační kolo                 | 12.–13. dubna     | Biel/Bienne, Švýcarsko      | tvrdý (h) | Polsko        | 0–3   | prohra        |
| 2024 | Světová baráž                     | 15.–16. listopadu | Biel/Bienne, Švýcarsko      | tvrdý (h) | Srbsko        | 4–0   | výhra         |

## Přehled finále: 3 (1–2)
| Výsledek  | Č. | Datum a místo konání                                                                              | Švýcarky                                                                   | Soupeřky | Skóre | Zdroj |
| --------- | -- | ------------------------------------------------------------------------------------------------- | -------------------------------------------------------------------------- | --- | ----- | ----- |
| Finalista | 1. | Fed Cup 1998 19.–20. září 1998 Ženeva, Švýcarsko tvrdý (hala), Palexpo Hall                       | Martina Hingisová Patty Schnyderová                                        | Španělsko | 2–3   | [ 5 ] |
| Finalista | 1. | Fed Cup 1998 19.–20. září 1998 Ženeva, Švýcarsko tvrdý (hala), Palexpo Hall                       | Martina Hingisová Patty Schnyderová                                        | Conchita Martínezová Arantxa Sánchezová Magüi Sernaová Virginia Ruanová Pascualová                                | 2–3   | [ 5 ] |
| Finalista | 2. | Billie Jean King Cup 2021 6. listopadu 2021 Praha, Česko tvrdý (hala), O2 arena                   | Belinda Bencicová Jil Teichmannová Viktorija Golubicová Stefanie Vögeleová | RTF | 0–2   | [ 6 ] |
| Finalista | 2. | Billie Jean King Cup 2021 6. listopadu 2021 Praha, Česko tvrdý (hala), O2 arena                   | Belinda Bencicová Jil Teichmannová Viktorija Golubicová Stefanie Vögeleová | Anastasija Pavljučenkovová Darja Kasatkinová Veronika Kuděrmetovová Jekatěrina Alexandrovová Ljudmila Samsonovová | 0–2   | [ 6 ] |
| Vítěz     | 1. | Billie Jean King Cup 2022 13. listopadu 2022 Glasgow, Velká Británie tvrdý (hala), Emirates Arena | Belinda Bencicová Jil Teichmannová Viktorija Golubicová Simona Waltertová  | Austrálie | 2–0   | [ 7 ] |
| Vítěz     | 1. | Billie Jean King Cup 2022 13. listopadu 2022 Glasgow, Velká Británie tvrdý (hala), Emirates Arena | Belinda Bencicová Jil Teichmannová Viktorija Golubicová Simona Waltertová  | Ajla Tomljanovićová Priscilla Honová Storm Sandersová Ellen Perezová Samantha Stosurová                           | 2–0   | [ 7 ] |

## Složení týmu
| Rok  | Členky týmu       | Členky týmu          | Členky týmu          | Členky týmu        |
| ---- | ----------------- | -------------------- | -------------------- | ------------------ |
| 2019 | Belinda Bencicová | Stefanie Vögeleová   | Viktorija Golubicová | Timea Bacsinszká   |
| 2019 | Jil Teichmannová  | Conny Perrinová      | Ylena In-Albonová    | —                  |
| 2021 | Belinda Bencicová | Jil Teichmannová     | Viktorija Golubicová | Stefanie Vögeleová |
| 2021 | Timea Bacsinszká  | —                    | —                    | —                  |
| 2022 | Belinda Bencicová | Jil Teichmannová     | Viktorija Golubicová | Simona Waltertová  |
| 2023 | Belinda Bencicová | Viktorija Golubicová | Céline Naefová       | Jil Teichmannová   |
| 2023 | Simona Waltertová | —                    | —                    | —                  |

## Kapitáni
- Roy Sjogren, 1992–1993
- François Fragnière, 1994
- Melanie Molitorová, 1995–1998
- Urs Mürner, 1999
- Jakob Hlasek, 2000–2001
- Annemarie Rüeggová, 2002, 2005
- Zoltán Kuhárszky, 2003–2004
- Severin Lüthi, 2005–2007
- Christiane Jolissaintová, 2008–2012
- Heinz Günthardt, od 2012